# Marussa Boldrin
Marussa Cassia Favaro Boldrin (Rio Verde, 25 de junho de 1990) é uma política brasileira, filiada ao Movimento Democrático Brasileiro. Filha de Leila Conceição Favaro e Ademir Armando Boldrin. 
É engenheira agrônoma, graduada pela Universidade de Rio Verde (UniRV). Pós-graduada em Planejamento Urbano e Ambiental e Mestre em Ciências Agrárias e Agronomia pelo Instituto Federal Goiano (IF Goiano).
Marussa fez parte do Conselho Consultivo do Conselho Regional de Engenharia Arquitetura e Agronomia do Estado de Goiás (CREA-GO)/Inspetoria Rio Verde. Foi responsável pelo CREA - Jovem e fez parte da diretoria do Clube Campestre. Atuou também na Diretoria de Assuntos Institucionais, Políticos e Café Político da Associação de Jovens Empreendedores.
É empresária, produtora rural e proprietária da empresa Solo Forte - Laboratório de Análise Agrícola.
Em 2016, foi eleita vereadora de Rio Verde pelo Partido Trabalhista Nacional (PTN) e reeleita em 2020.
Nas eleições de 2022, foi eleita deputada federal de Goiás pelo Movimento Democrático Brasileiro (MDB) com 80.464 votos.